# Blotzheim
 Blotzheim  (en alsacià Blohze) és un municipi francès, situat a la regió del Gran Est, al departament de l'Alt Rin. L'any 2008 tenia 3.753 habitants.

## Demografia
| 1962  | 1968  | 1975  | 1982  | 1990  | 1999  |
| ----- | ----- | ----- | ----- | ----- | ----- |
| 1.951 | 2.110 | 2.353 | 2.340 | 3.090 | 3.564 |

## Administració
| Període   | Identitat       | Partit |
| --------- | --------------- | ------ |
| 1953-1967 | Emile Gutleben  |        |
| 1967-1977 | Albert Moebel   | DVD    |
| 1977-2001 | Bernard Simon   | RPR    |
| 2001-2020 | Jean-Paul Meyer | DvD    |

## Agermanaments
- Laureda
- Arrion